# Pathé Baby
Pathé Baby è stato un sistema di proiezione cinematografica amatoriale introdotto nel 1921 dalla Pathé. La pellicola impiegata era quella da 9,5 millimetri con perforazione centrale. Il proiettore era stato ideato per poter essere utilizzato anche da bambini grazie alle caratteristiche di semplicità e sicurezza. La cinepresa presentava una leva che, azionata manualmente, faceva avanzare la pellicola di due fotogrammi ogni due giri.